# Asiosilis simplex
Asiosilis simplex is een keversoort uit de familie soldaatjes (Cantharidae). De wetenschappelijke naam van de soort werd in 1882 gepubliceerd door Gorh..